# Periclina apricaria
Periclina apricaria är en fjärilsart som beskrevs av Herrich-Schäffer 1855. Periclina apricaria ingår i släktet Periclina och familjen mätare. Inga underarter finns listade i Catalogue of Life.